# 莫里亞港島國家公園
23°29′53″N 75°42′43″W / 23.498°N 75.712°W
莫里亞港島國家公園是巴拿馬的國家公園，面積68平方公里，始建於2002年，是鷗嘴燕鷗、蠣鷸、魚鷹等野生鳥類的棲息地，有海人樹、菜棕等植物生長。  